# Eduardo Hernández
Eduardo Julio Hernández Fuentes (Santiago de María, 1958. január 31. – ) salvadori válogatott labdarúgókapus.

## Pályafutása

### Klubcsapatban
1976 és 1977 között az Alianza játékosa volt. 1977 és 1983 között a Santiagueño csapatában játszott, melynek tagjaként 1980-ban megnyerte a salvadori bajnokságot. 1983 és 1985 között az ADET együttesében szerepelt.

### A válogatottban
1979 és 1982 között szerepelt a salvadori válogatottban. Részt vett az 1982-es világbajnokságon, de nem lépett pályára egyetlen csoportmérkőzésen sem.

## Sikerei
Santiagueño
- Salvadori bajnok (1): 1979–80